# Personenschifffahrt Bad Säckingen
Die Personenschifffahrt Bad Säckingen ist ein 1980 gegründetes Fahrgastschifffahrtsunternehmen mit Sitz in Bad Säckingen am Hochrhein.

## Betrieb
Mit dem Tagesausflugsschiff Trompeter von Säckingen wird die Ferienlandschaft des Hochrheins erschlossen. Von Bad Säckingen aus werden Fahrten bis Hauenstein rheinaufwärts und bis Wallbach rheinabwärts durchgeführt. Neben Fahrten im Linienverkehr werden auch Rundfahrten und Sonderfahrten für Betriebe, Vereine und private Feiern angeboten. Ihr Schiff ist seit 1995 das Motorschiff Trompeter von Säckingen, das jeweils mit Saisonbeginn im Frühjahr bis Oktober planmäßig eingesetzt wird. Die Hauptanlegestelle befindet sich beim Schlosspark des Schlosses Schönau.